# Androsterona

Estrutura química da androsterona

A androsterona (ADT) é um hormônio esteróide com fraca atividade androgênica.
Foi isolado pela primeira vez em 1931, por Adolf Friedrich Johann Butenandt e Kurt Tscherning. Eles destilaram cerca de 17000 litros de urina masculina, da qual eles encontraram 50 mg de androsterona cristalina, o que foi suficiente para eles concluírem que a sua fórmula química era muito similar à da estrona.